# 5 Tauri
5 Tauri (5 Tau, f Tau) è una stella visibile nella costellazione del Toro.
Il suo nome, poco noto, è Birhan Isat o Berhan Esat, che significa "Luce del Fuoco" in ge'ez, o semplicemente Berhan ("Luce") or Esat ("Fuoco"). Il nome deriverebbe dal troncamento dalla frase "Luce del Fuoco Divino" (Birhan Isat Igziabher in ge'ez).
5 Tauri è una gigante arancione, appartenente alla classe spettrale K0II-III
 e distante 360 anni luce dal Sole. È una binaria spettroscopica, cioè l'esistenza della compagna può essere desunta solo dallo spostamento nelle righe spettrali, ma non per osservazione diretta.

La stella principale ha una massa 4 volte quella solare, mentre la secondaria è paragonabile al Sole, con una massa stimata in 1,13 volte quella solare.
5 Tauri appare come un oggetto di magnitudine +4,11.